# Adrenaline Mob
Adrenaline Mob — хеві-метал супергурт, який заснували вокаліст Рассел Аллен (англ. Russell Allen)(Symphony X), гітарист Майк Орландо (англ. Mike Orlando) та барабанщик Майк Портной (англ. Mike Portnoy) (Dream Theater). Гурт був сформований на початку 2011 року та вперше виступив 24-го липня 2011 року у Нью-Йорку за участі бас-гітариста Пола Ділео (англ. Paul Di Leo) (Fozzy), та гітариста Річчі Уорда (англ. Rich Ward) (Stuck Mojo/Fozzy). Для реклами свого гурту, 27 липня 2011 року, на YouTube було опубліковано відео, кавер на пісню Black Sabbath «The Mob Rules». В березні 2012 року вийшов їх перший студійний альбом Omertà.
В січні 2012 гурт залишили Річчі Уорд та Пол Ділео через їх участь у їх власних гуртах та важкий графік. У лютому 2012 року, новим басистом гурту став Джон Мойер (англ. John Moyer) (Disturbed). Його дебют на сцені Hiro Ballroom в Нью-Йорку відбувся 12 березня, за день до релізу їх першого повноцінного студійного альбому Omerta.

### Дискографія
- Adrenaline Mob EP (2011)
- Omertà (2012)
- Covertá EP (2013)
- Men Of Honor (2014)
- We the People (2017)

### Учасники

#### Дійсний склад
Рассел Аллен — вокаліст (з 2011)
Майк Орландо — соло-гітара (з 2011)
Майк Портной — барабанщик (з 2011)
Джон Мойер — бас-гітарист (з 2012)

#### Колишні учасники
Річчі Уорд — ритм-гітара (2011—2012)
Пол Ділео — бас-гітара (2011—2012)